# Leeden

Ehemaliges Gemeindewappen

Leeden ist ein Ort in der Region Tecklenburger Land (Kreis Steinfurt), der zur Stadt Tecklenburg gehört. Mit 950 Jahren (die erste urkundliche Erwähnung Leedens erfolgte 1058) ist er der älteste Ortsteil der Stadt. Leeden liegt zwischen Münster und Osnabrück am Teutoburger Wald gut einen Kilometer südöstlich der A1 direkt an der Landesgrenze zu Niedersachsen mit den Gemeinden Hagen am Teutoburger Wald und Hasbergen.
Häufiger Besuchsort von Wanderern und Leedenern ist der neu gestaltete Dorfplatz mit Kneipp-Tretbecken und Armbecken, Boulebahn, Pavillon und Skulpturenpark.
Aus Leeden stammte wahrscheinlich die Patrizier- und Adelsfamilie Leden, die im Mittelalter einen Bürgermeister und zwei zweite Bürgermeister der Altstadt von Osnabrück stellte. Sie hatte dort ihren Sitz im Ledenhof, einem Steinwerk mit Palas, sowie im Schloss Ledenburg in Nemden.
Leeden gibt dem Leedener Berg seinen Namen. Er ist mit 202 Metern die höchste Erhebung im nordwestlichen Teil des Teutoburger Waldes und liegt westlich vom Ortskern.

## Geschichte
Um kurz nach Mitternacht am 8. Februar 1945 wurde der Ort von der Royal Air Force bombardiert. Durch die direkte Bombardierung und die Bomben mit Langzeitzünder kamen nach Amtsangaben 38 Personen ums Leben, spätere Recherchen kommen auf bis über 50 Opfer. Vor allem waren Zwangsarbeiter der Organisation Todt aus verschiedenen Ländern betroffen, welche im Dorf untergebracht waren.
Am 1. Januar 1975 wurde Leeden nach Tecklenburg eingemeindet.

### Einwohnerentwicklung
| Datum             | Einwohner |
| ----------------- | --------- |
| 31. Dezember 2014 | 2302      |
| 31. Dezember 2015 | 2319      |
| 31. Dezember 2016 | 2298      |

### Bürgermeister der ehemaligen Gemeinde Leeden
- 1948–1974 Florenz Peters (SPD)[4]
- 1946–1948 Heinrich Bröckeland
- 1946 Hermann Eismann

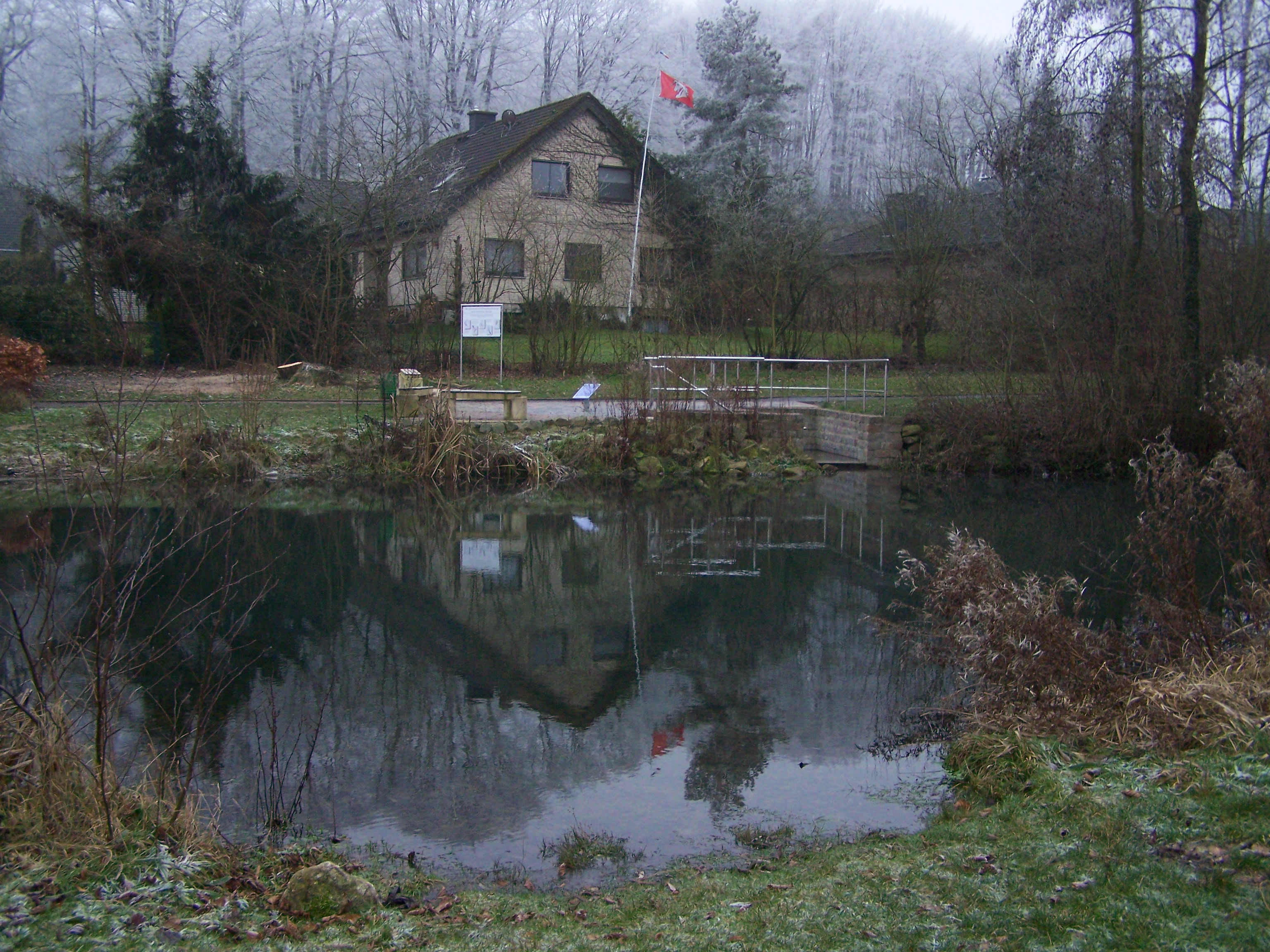
Der Leedener Dorfteich mit Wassertretstelle
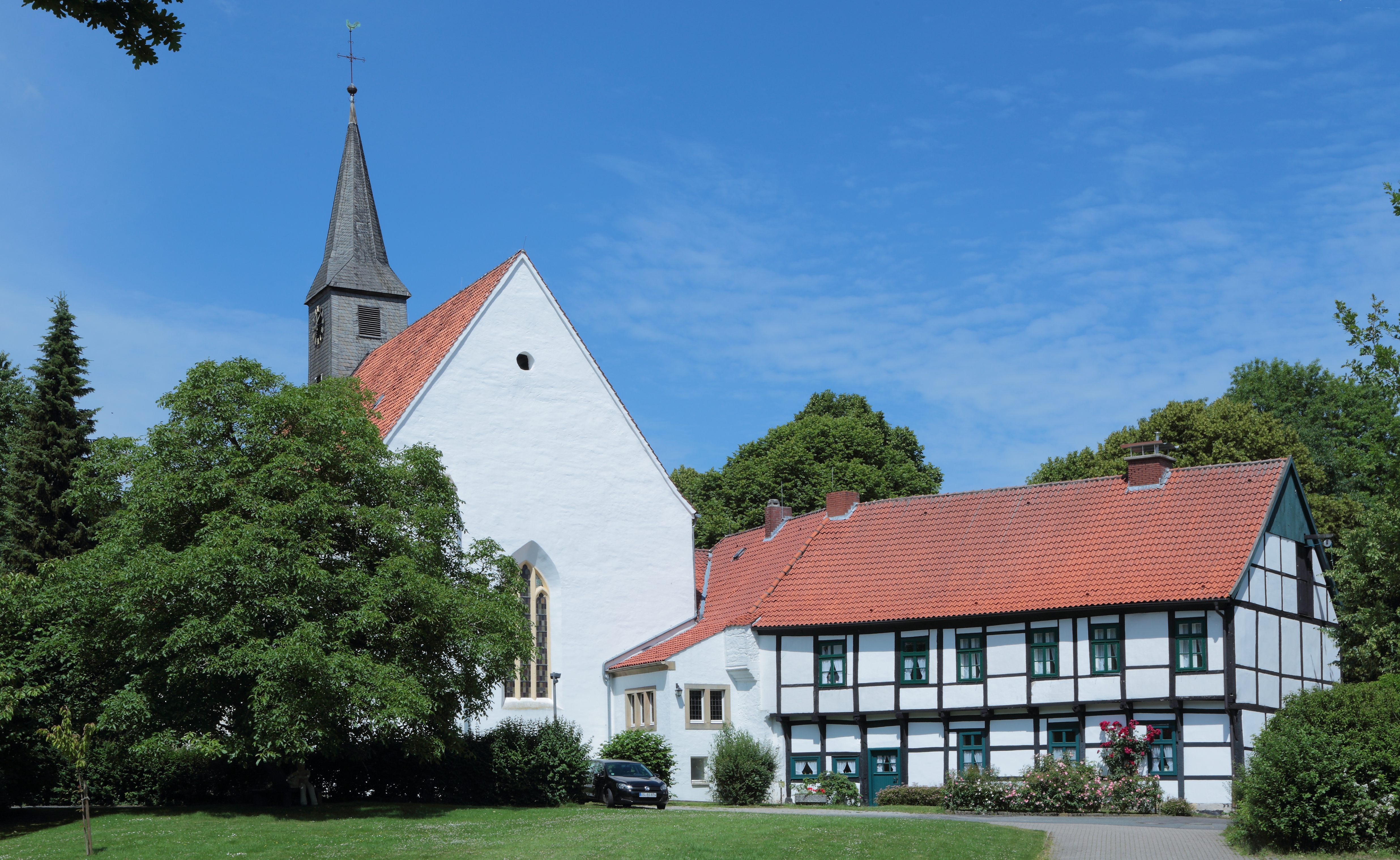
Die Stiftskirche und das angrenzende Stiftshaus (einst: Kloster Leeden)

## Religion
Leeden ist stark evangelisch geprägt, jedoch gab es schon vor dem Zweiten Weltkrieg vereinzelt Katholiken in Leeden. Mit dem Zuzug von zahlreichen Flüchtlingen aus den ehemaligen deutschen Ostgebieten stieg die Zahl der Katholiken weiter an.

### St. Hedwig

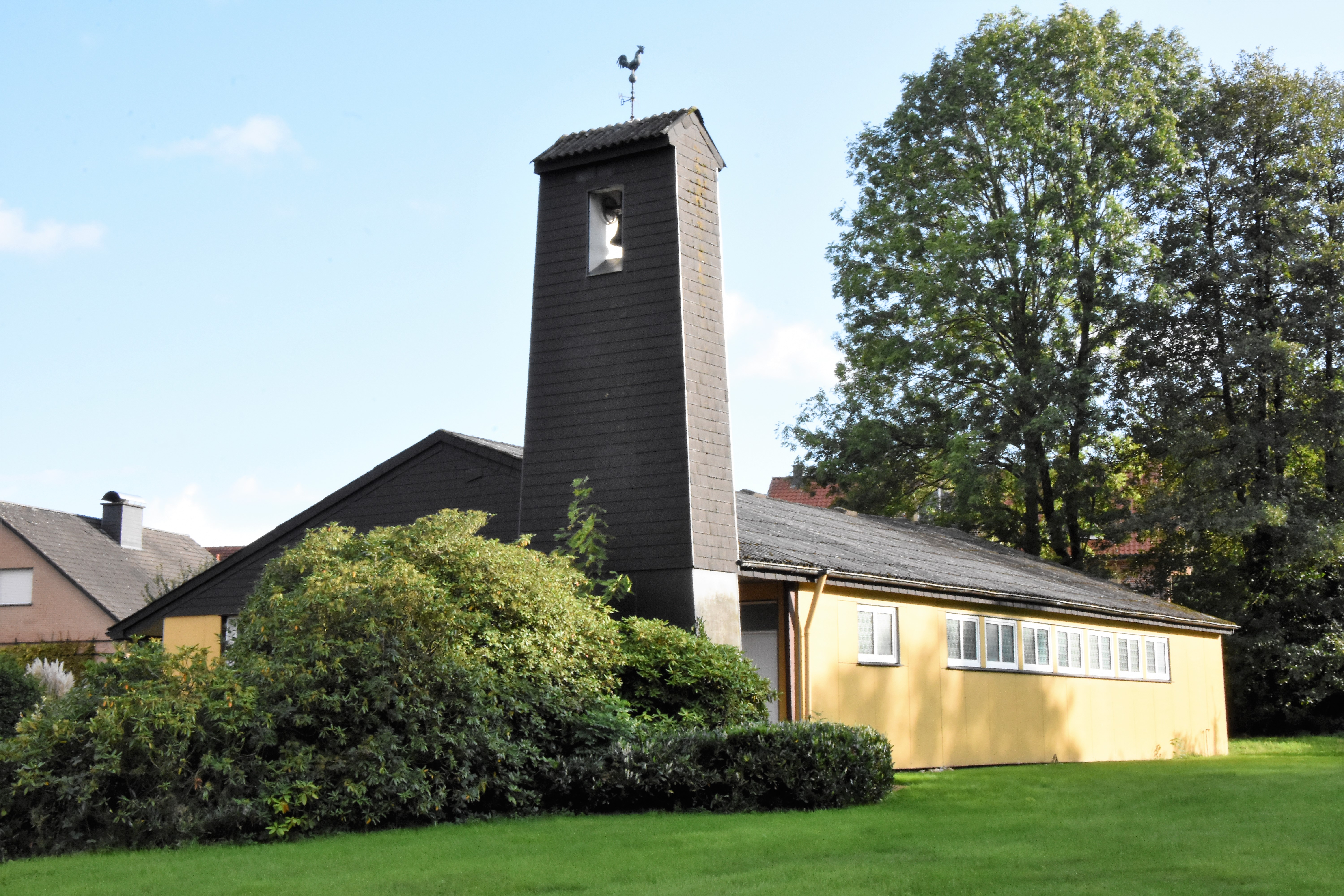
Die Kirche St. Hedwig

Nach dem Zweiten Weltkrieg wurde am 15. September 1946 erstmals in der Looser Schule ein katholischer Gottesdienst gehalten. Ab 1953 wurden die Gottesdienste in der Stiftsschule abgehalten, welche sich über dem damaligen Feuerwehrhaus befand. 
Im Sommer 1961 wurde mit dem Bau der Kirche St. Hedwig begonnen. Am 26. November 1961 weihte der Weihbischof Heinrich Baaken die Kirche. Da sie aus Holz gebaut ist, wird sie auch Schwedenkirche genannt. Am 11. September 2022 wurde sie profaniert. Sie soll abgerissen werden, anschließend soll dort ein Seniorenzentrum mit Kapelle entstehen.

## Söhne und Töchter (Auswahl)
- Julius von Loewenfeld (1808–1880), preußischer General